# Mahleb

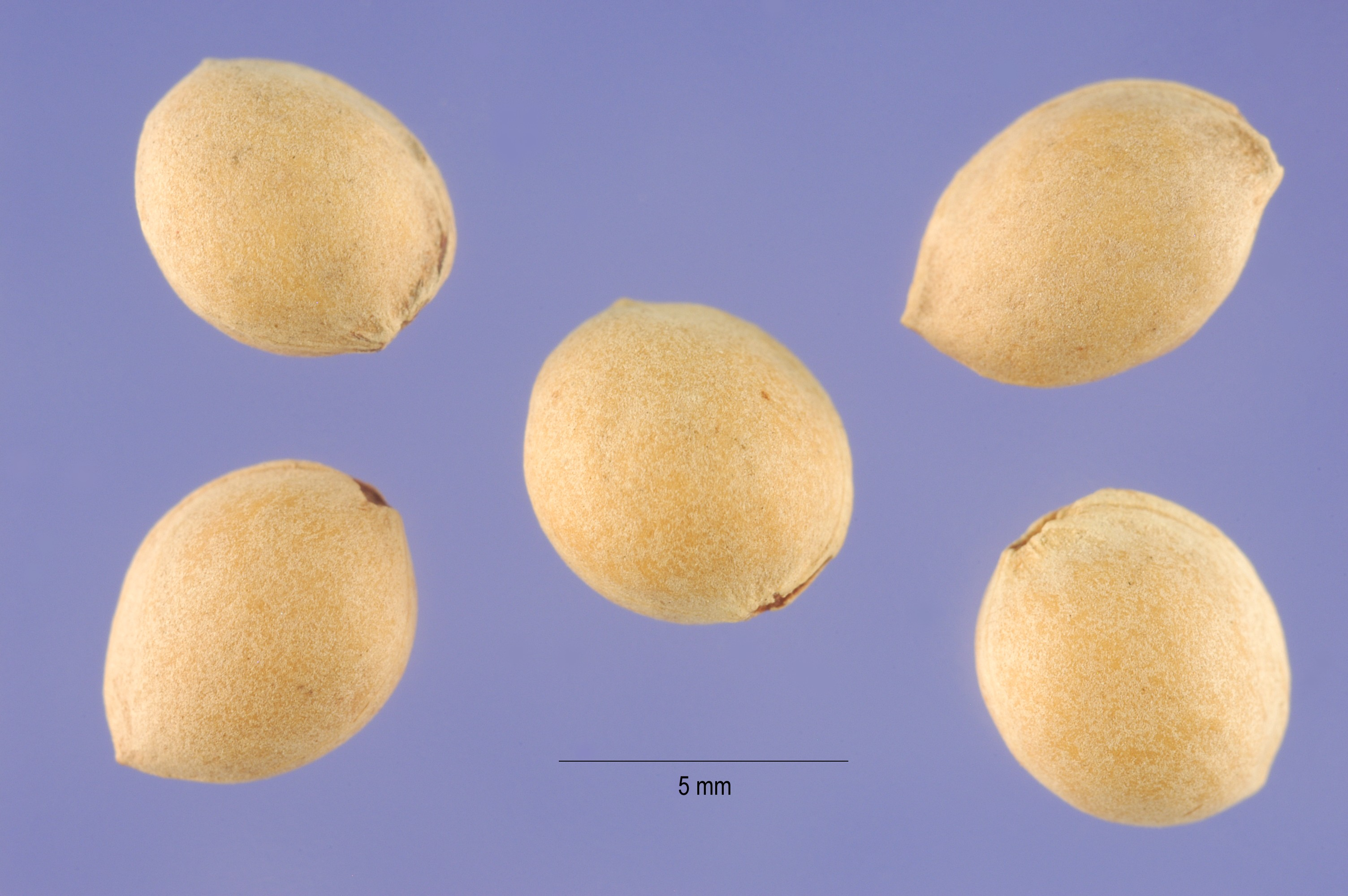
Noccioli di prunus mahaleb: il nucleo edibile si trova all'interno

Il Mahleb o Mahalepi è una spezia aromatica ottenuta dai semi di una specie di ciliegio, il Prunus mahaleb (il Mahaleb o ciliegia di Santa Lucia).

## Lavorazione e utilizzo
I noccioli delle ciliegie vengono spaccati per estrarre il nucleo del seme, che ha un diametro di circa 5 mm, e quando viene estratto è morbido e gommoso. Il nucleo del seme viene macinato in polvere immediatamente prima dell'uso, a causa del  suo alto contenuto in grassi, che ne rende problematica la conservazione nello stato macinato. Il suo sapore è simile a una combinazione di quelli della mandorla amara e della ciliegia: esso ricorda anche il marzapane. Il Mahleb viene utilizzato in piccole quantità per esaltare il gusto di cibi e torte dolci, e nella produzione del formaggio tresse.

## Storia e diffusione

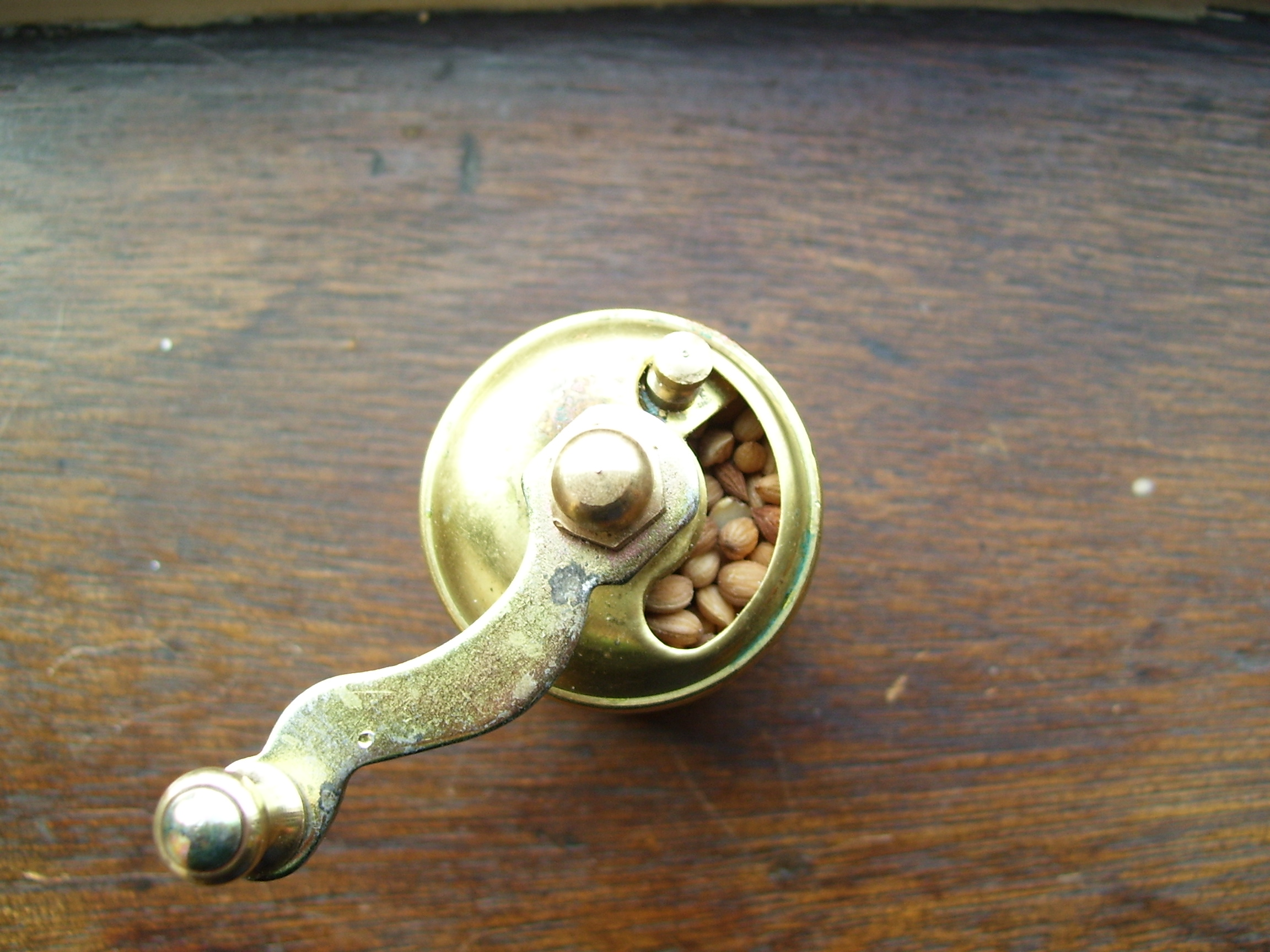
Noccioli di mahleb in un macinino

Il mahleb è stato usato per secoli in Medio Oriente e nelle aree circostanti come aroma per prodotti da forno. Le ricette che richiedono il frutto o il seme dell'ubalub risalgono agli antichi Sumeri. Negli ultimi decenni, esso sta lentamente entrando nei libri di cucina tradizionali in inglese.

Nella cucina greca, il mahlep viene talvolta aggiunto a diversi tipi di pane tsoureki preparati per le festività, tra cui il pane di Natale, la vasilopita di Capodanno e il pane a treccia di Pasqua chiamato cheoreg in armeno e paskalya çöreği in turco.
Nella cucina turca, esso viene usato nelle focaccine chiamate poğaça e in altri dolci. Nel Medio Oriente arabo, è un ingrediente delle focaccine chiamate Ma'amoul. In Egitto, il mahlab in polvere viene trasformato in una pasta con miele, semi di sesamo e noci, e mangiato come dessert o come spuntino col pane. Variazioni della parola mahleb sono mahalab, mahlep, mahaleb, ecc.